# Polypogon griquensis
Polypogon griquensis là một loài thực vật có hoa trong họ Hòa thảo. Loài này được (Stapf) Gibbs.-Russ. miêu tả khoa học đầu tiên năm 1990.